# Carlos Alberto (ator)
Carlos Alberto Squeff Soares (Arroio Grande, 11 de junho de 1925 — Rio de Janeiro, 6 de maio de 2007) foi um ator brasileiro.
Começou a carreira cinematográfica em 1952, e participou de filmes como Carnaval Atlântida, Pão de Açúcar, Ravina, Rua Sem Sol, E Eles Não Voltaram, O Craque, entre outros.
Na televisão, iniciou na TV Record, participando do elenco da telenovela O Desconhecido. Depois, foi contratado pela Rede Globo, sendo galã em inúmeras telenovelas entre 1966 e 1970, época em que foi casado com a atriz Yoná Magalhães, que era seu par constante. Em 1970 os dois foram para a TV Tupi, onde atuaram em Simplesmente Maria. Com o fim do casamento, ele continuou na Tupi e Yoná voltou para a Globo.
Em 1972 atuou em Na Idade do Lobo, com Bete Mendes, mesma época em que se envolveu amorosamente com a cantora Maysa. Em 1975 voltou à Globo para viver o maestro Clóvis di Lorenzo em Bravo!, telenovela de Janete Clair.
Depois de um pausa de alguns anos, participou de várias telenovelas na Rede Manchete, como Dona Beija, Kananga do Japão, Tocaia Grande, Xica da Silva e Mandacaru.
Em 2001 retornou a Rede Globo, onde participou da minissérie Os Maias.
Fora da televisão, chegou a trabalhar como fiscal de rendas do Estado do Rio e até a candidatar-se a prefeito de Maricá, no Rio de Janeiro, além de ter se formado em geologia e literatura comparada.
No final de 2006, teve diagnosticado um câncer, que já em estado avançado, o mataria em maio de 2007. O ator preferiu que sua morte fosse divulgada apenas um mês depois, coroando a discrição que marcou a sua vida. Sempre dizia não ver nenhuma telenovela, nem ao menos as que fazia, porque não se considerava bom ator.

## Filmografia

### Na televisão
| Ano  | Título                | Personagem                 | Notas                                        | Emissora      |
| ---- | --------------------- | -------------------------- | -------------------------------------------- | ------------- |
| 1958 | Teatro de Equipe Tupi | —                          |                                              | Rede Tupi     |
| 1964 | Coração               | —                          |                                              | TV Rio        |
| 1964 | O Desconhecido        | Tadeu                      |                                              | TV Rio        |
| 1965 | Um Rosto de Mulher    | Guará                      |                                              | Rede Globo    |
| 1966 | Eu Compro Esta Mulher | Frederico Aldama           |                                              | Rede Globo    |
| 1966 | O Rei dos Ciganos     | Wladimir                   |                                              | Rede Globo    |
| 1967 | A Sombra de Rebeca    | Sir Philip Stevens         |                                              | Rede Globo    |
| 1967 | O Homem Proibido      | Demian de Kanshipur        |                                              | Rede Globo    |
| 1968 | Passo dos Ventos      | André Cristophe            |                                              | Rede Globo    |
| 1969 | A Ponte dos Suspiros  | Rolando Candiano           | Última novela antes de sair para a Rede Tupi | Rede Globo    |
| 1970 | Simplesmente Maria    | Professor Estevão          |                                              | Rede Tupi     |
| 1972 | Na Idade do Lobo      | Fernando                   |                                              | Rede Tupi     |
| 1975 | Bravo!                | Maestro Clóvis Di Lorenzo  |                                              | Rede Globo    |
| 1979 | Pai Herói             | Juiz                       | Participação Especial                        | Rede Globo    |
| 1986 | Dona Beija            | Mota                       |                                              | Rede Manchete |
| 1986 | Tudo ou Nada          | Alarico                    |                                              | Rede Manchete |
| 1986 | Novo Amor             | Senador Marco Antônio      |                                              | Rede Manchete |
| 1989 | Kananga do Japão      | Chico Viana                |                                              | Rede Manchete |
| 1991 | Salomé                | Antunes                    |                                              | Rede Globo    |
| 1992 | Você Decide           | —                          | 2 episódios                                  | Rede Globo    |
| 1993 | Você Decide           | —                          | Episódio: "Máscara Negra"                    | Rede Globo    |
| 1993 | Sonho Meu             | Fiapo                      |                                              | Rede Globo    |
| 1995 | Tocaia Grande         | Coronel Boaventura Amaral  |                                              | Rede Manchete |
| 1996 | Xica da Silva         | Sargento-mor Thomaz Cabral |                                              | Rede Manchete |
| 1997 | Mandacaru             | Padre Waldeck              |                                              | Rede Manchete |
| 1998 | Brida                 | Mago Mórmon                |                                              | Rede Manchete |
| 1999 | Força de um Desejo    | Juiz                       | Participação Especial                        | Rede Globo    |
| 2001 | Os Maias              | Diogo Coutinho             |                                              | Rede Globo    |
| 2003 | Chocolate com Pimenta | Juiz Almerindo Mendes      | Participação Especial                        | Rede Globo    |

### No cinema
| Ano  | Título                      | Personagem        |
| ---- | --------------------------- | ----------------- |
| 1969 | Sete Homens Vivos ou Mortos | —                 |
| 1968 | A Espiã Que Entrou em Fria  | —                 |
| 1965 | Crime de Amor               | Amante            |
| 1965 | Samba                       | Assis             |
| 1964 | Pão de Açúcar               | Pedro             |
| 1960 | E Eles Não voltaram         | —                 |
| 1958 | Ravina                      | Homem que corteja |
| 1954 | Rua Sem Sol                 | Fernando          |
| 1953 | O Craque                    | Julinho           |
| 1952 | Carnaval Atlântida          | —                 |